# Palpomyia nigripes
Palpomyia nigripes är en tvåvingeart som först beskrevs av Johann Wilhelm Meigen 1830.  Palpomyia nigripes ingår i släktet Palpomyia och familjen svidknott. Arten är reproducerande i Sverige. Inga underarter finns listade i Catalogue of Life.